# Ana María Vela Rubio
Ana María Vela Rubio (Puente Genil, 29 ottobre 1901 – Barcellona, 15 dicembre 2017) è stata una supercentenaria spagnola vissuta 116 anni e 47 giorni. Detenne il titolo di donna più anziana di Spagna dal 2014 alla propria morte e quello di Decana d'Europa dal 15 aprile 2017 al proprio decesso.
Attualmente si trova all'ottavo posto nella classifica degli europei più longevi di sempre, e occupa la 28ª posizione nella classifica delle persone più longeve di tutti i tempi, tra quelle documentate con certezza.

## Biografia

### Infanzia e giovinezza (1901-1920)
Ana Marìa nacque il 29 ottobre 1901 a Puente Genil, in Andalusia, figlia di Pedro Vela Carrasco, cappellaio 29enne, e di Carmen Rubio Becerra, 26enne. Crebbe in un contesto di estrema povertà e di elevatissima mortalità, soprattutto infantile: quattro dei suoi sei fratelli morirono prima dei 6 anni. 
Sin dall'infanzia dovette assumersi importanti responsabilità familiari, e nei registri di battesimo di due suoi fratelli è indicata come madrina, nonostante non avesse che 11 e 14 anni. Nel 1917, quando morì la madre, la situazione si aggravò, anche a causa della cecità del padre.

### Vita adulta e vecchiaia

#### A Malaga (1920-anni 1950)
A causa di ciò, nei primi anni venti, si trasferì a Malaga alla ricerca di occupazione, riuscendo a farsi assumere come sarta presso alcuni dei negozi locali e nelle residenze dei ricchi cittadini; qui fece conoscenza del suo futuro compagno Antonio Padrón Valderrama. I due non convolarono mai a nozze perché Antonio aveva in realtà un'altra consorte, con la quale però non aveva più relazioni. Poiché i due non risultavano sposati né con una cerimonia religiosa né con una civica, i loro quattro figli assunsero solo il cognome della madre, come previsto dalla legge spagnola in questi casi. Ufficialmente Ana María risultava dunque una «madre single» con quattro figli: Antonio (1923-2005), Ana (1927), Juan (1930), e Carmen, morta negli anni quaranta in età infantile. Avrebbe abbandonato Malaga molti anni dopo, quando i figli raggiunsero tutti la maggiore età.

#### A Barcellona (anni 1950-2017)
Nel 1950 suo figlio maggiore, Antonio, si trasferì a Barcellona, nel più ampio contesto di migrazione interna alla Spagna, dal sud verso il nord; più tardi Ana María ne seguì l'esempio. Nella metropoli catalana si recò a vivere inizialmente in periferia, dove lavorò come sarta all'ospedale di Terrassa, l'Hospital del Tórax. Al suo pensionamento, avvenuto negli anni 1970, si trasferì con sua figlia nel quartiere La Verneda i la Pau, dove acquistarono anche una proprietà. Solo trent'anni dopo, nel 2005, all'età di 104 anni, Ana María è entrata in una casa di cura, denominata anch'essa "La Vernada". 
Inizialmente qui ha frequentato solo il centro diurno, facendo ritorno alla propria abitazione nelle ore notturne; a 106 anni, il 18 aprile 2008, stabilì di recarsi a vivere totalmente nella casa di riposo. Qui avrebbe trascorso il resto della sua vita. Era inizialmente molto attiva, e poteva camminare con il solo ausilio di un bastone; più tardi una frattura femorale causata da una caduta ne ridusse la mobilità, costringendola alla sedia a rotelle. A 110 anni, per quanto non assumesse particolari farmaci e non avesse malattie, presentava un avanzato stadio di demenza. Rispondeva infatti a pochissimi stimoli, tra i quali la musica e le parole della figlia omonima. 
Fu la persona vivente più anziana di Spagna dopo la morte di Francisca Garcia Torres, avvenuta il 25 febbraio 2014, nonché la persona più longeva di tutti i tempi della Spagna dal 6 giugno 2016, quando ha superato il record di María Antonia Castro, morta nel 1996 all'età di 114 anni. 
Dalla morte di Emma Morano (il 15 aprile 2017) fino alla propria morte detenne il titolo di Decana d'Europa.

#### Morte
È morta il 15 dicembre 2017, alle 3:30 del mattino, cedendo il titolo di Decana d'Europa a Giuseppina Projetto. Al momento della sua morte era la terza persona vivente più anziana del mondo, dietro Nabi Tajima e Chiyo Miyako.